# Pionosyllis divaricata
Pionosyllis divaricata é uma espécie de anelídeo pertencente à família Syllidae.
A autoridade científica da espécie é Keferstein, tendo sido descrita no ano de 1862.
Trata-se de uma espécie presente no território português, incluindo a sua zona económica exclusiva.